# Grigore Crainiceanu
Grigore Crainiceanu (Bukurešt, 19. srpnja 1852. – Bukurešt, 1. listopada 1935.) je bio rumunjski general i vojni zapovjednik. Tijekom Prvog svjetskog rata zapovijedao je 2. armijom na Rumunjskom bojištu.

## Vojna karijera
Grigore Crainiceanu rođen je 19. srpnja 1852. u Bukureštu. Nakon završetka srednje škole, pohađa vojnu školu u Iasiju. Potom pohađa Časničku školu za inženjeriju koju završava 1873. godine s činom poručnika. Školovanje nastavlja u Bruxellesu gdje mu predaje poznati konstruktor vojnih utvrda belgijski general Henri Brialmont. Od 1877. sudjeluje u rumunjskom ratu za nezavisnost. Nakon završetka rata predaje u Časničkoj školi za pješaštvo i konjicu, Topničkoj i inženjerijskoj školi, te Ratnoj akademiji u Bukureštu. Godine 1883. inicijator je izdavanja Vojnog magazina. U travnju 1907. postaje načelnikom Glavnog stožera koju dužnost obnaša do studenog 1909. kada je imenovan ministrom obrane u vladi Iona Bratianua. Te iste godine promaknut je u čin generala divizije. U svibnju 1910. postaje dopisnim, a u svibnju 1911. i punopravnim članom Rumunjske akademije.

## Prvi svjetski rat
Nakon ulaska Rumunjske u rat Crainiceanu je 26. kolovoza 1916. imenovan zapovjednikom 2. armije zamijenivši na tom mjestu Alexandrua Averescua. Zapovijedajući 2. armijom sudjeluje u Bitci u Translivaniji. Međutim, nakon što su austro-njemačke snage prešle u protuofenzivu, te zauzele Brasov, Crainiceanu je 8. listopada 1916. smijenjen s mjesta zapovjednika 2. armije.

## Poslije rata
Crainiceanu do kraja rata nije dobio novo zapovjedništvo. Preminuo je 1. listopada 1935. godine u 84. godini života u Bukureštu.

## Vanjske poveznice
(rum.) Grigore Crainiceanu na stranici Crispedia.ro[neaktivna poveznica]
| Prethodnik Alexandru Averescu | Zapovjednik 2. armije Grigore Crainiceanu | Nasljednik Alexandru Averescu |